# Anna-Britt Agnsäter
Anna-Britt Elisabet Agnsäter, född Johansson 27 juni 1915 i Älmhult, död 13 januari 2006 i Katarina församling i Stockholm, var en svensk lanthushållslärare och chef för KF:s Provkök 1946–1980. Hennes ambition var att förbättra kostvanorna, vilket kom att ge stort gehör, även internationellt.
Hon var dotter till köpmannen Carl Johansson och Elesine Nilsson samt gifte sig 1945 med tjänstemannen Agne Agnsäter.
Agnsäter gick i flickskola i Ystad och började studera vid lanthushållsseminariet i Rimforsa. I mitten av 1930-talet var hon praktikant till Elisabeth Tamm på Fogelstad. Efter lanthushållslärarexamen 1939 fick hon arbete vid ett ungdomsvårdhem utanför Göteborg. 1943 blev hon biträdande hemkonsulent i Göteborgs och Bohus län. Därefter fick hon 1944 anställning som resande hushållskonsulent åt KF:s Provkök. Från 1946, då Provköket blev en självständig enhet, och fram till 1980 var hon dess chef, förutom 1948–1949 då hon under nio månader genomförde en studieresa kombinerad med arbete i USA. Resan till USA gjordes eftersom USA var ett föregångsland i matlagningsteknik. 
Vid hemkomsten efter resan tog Agnsäter initiativ till att KF skulle börja tillverka stektermometrar samt en fyrdelad måttsats som var anpassad för svenska förhållanden.
Hon var huvudredaktör för 13 upplagor av Vår kokbok, som kom ut för första gången 1951. I den fanns nya recept noggrant utprövade av provköket och anpassade till den nya måttsatsen. Det fanns också beskrivningar på hur man lyckades med ugnssteken med stektermometern. Hon har också skrivit Matskolan och Matboken.
Agnsäter var en viktig föregångare i folkbildningen. Hon var kritisk till tidens TV-kockar för deras frikostiga användning av fett. Hennes viktigaste bidrag var att hon 1974 uppfann kostpyramiden som fick heta matpyramiden som skulle lära Sverige att äta nyttigare och spara in på fett. Idén om matpyramiden kom också att exporteras till en rad andra länder och sedan anpassas till deras förutsättningar.
Agnsäter tilldelades Livsmedelstekniska priset "Kuckilithure" 1971 och Litteraturfrämjandets pris på 5000 kr 1978. År 1979 mottog hon S:t Eriks-medaljen och 1983 Gastronomiska Sällskapets Diplom. 1993 tilldelades hon Hans Majestät Konungens medalj i 8:de storleken i högblott band, samt 1995 Albin Johansson-medaljen i guld för förtjänstfulla insatser inom den svenska konsumentkooperationen. 1995 tilldelades Agnsäter Den gyllene gaffeln av tidningen Allt om Mat och 1999 Gastronomiska Akademiens Guldpenna.
Anna-Britt Agnsäter är gravsatt i minneslunden på Skogskyrkogården i Stockholm.